# H2 (databáze)
H2 je relační databázový systém napsaný v Javě. Databázi začal v květnu 2004 vyvíjet Thomas Mueller, původní autor Hypersonic SQL. Mueller musel kvůli práci na komerční Java SQL databázi skončit s prací na starším systému Hypersonic SQL. Vývoj Hypersonic SQL po té zaštítila HSQLDB Group a pokračoval jako databázový systém HSQLDB. Thomas Mueller později založil nový databázový systém H2. Název H2 znamená Hypersonic 2, ale databázový systém H2 je vytvořen na zelené louce, nesdílí žádný kód s Hypersonic SQL ani HSQLDB.